# Agustín Remiro
Agustín Remiro Manero (Épila, 28 de agosto de 1904-Madrid, 21 de junio de 1942) fue un anarquista, soldado durante la guerra civil española y más tarde agente externo del MI6 español. Nacido en la pequeña ciudad de Épila, se convirtió en anarquista a temprana edad y participó en la organización sindical de la Confederación Nacional del Trabajo (CNT). Tras luchar en la guerra del Rif, organizó grupos de afinidad clandestinos en su ciudad natal para resistir la dictadura de Primo de Rivera. Durante los años de la Segunda República española lideró acciones huelguísticas y participó en la insurrección anarquista de diciembre de 1933.
Tras estallar la guerra civil, luchó como guerrillero en la columna Durruti y posteriormente se incorporó al Ejército Popular de la República como soldado regular. Luchó en el Frente de Aragón durante toda la guerra, antes de huir del país durante la Ofensiva de Cataluña a principios de 1939. Luego ayudó a contrabandear refugiados con el grupo Ponzán y se unió al MI6 como operativo. Durante misiones para los británicos en Iberia, fue capturado en Portugal y entregado a la dictadura franquista, que lo condenó a muerte.

## Primeros años de vida
Agustín Remiro Manero nació en la localidad aragonesa de Épila, en la provincia de Zaragoza, el 28 de agosto de 1904. Sus padres, Santo Remiro Medina y María Manero Ibáñez, eran de origen campesino pobre. Tuvieron 12 hijos, de los cuales sólo 5 sobrevivieron. Después de asistir brevemente a la escuela, a la edad de 10 años, comenzó a trabajar como trabajador rural y aprendió a leer por sí solo. A los 15 años ya se había convertido en un anarquista convencido. Se unió a la Confederación Nacional del Trabajo (CNT), una confederación sindical anarquista que organizaba a los trabajadores de una refinería de azúcar en su ciudad natal.

## Activismo anarquista
En 1925, fue reclutado para el servicio militar y luchó en la guerra del Rif, participando en la derrota de los rebeldes del Rif dentro de una unidad disciplinaria. Cuando regresó a su ciudad natal, la encontró bajo el dominio de la dictadura de Primo de Rivera. Respondió organizando un grupo de afinidad anarquista clandestino y formando una red de cuadros sindicales clandestinos en el valle del río Jalón. Cuando cayó la dictadura y se proclamó la Segunda República española en 1931, se había convertido en un destacado organizador en el valle del Jalón, hablando junto a Francisco Ascaso y Vicente Ballester en manifestaciones políticas.
En enero de 1932, encabezó una huelga en el ingenio azucarero de Épila, pero fue reprimida por la Guardia Civil, que mató a varios trabajadores. El 22 de octubre de 1933, se casó con Francisca Rodríguez; el suyo fue el primer matrimonio civil en la historia del pueblo. Tuvieron dos hijos juntos: Germinal (n. 1934) y Bienvenida (n. 1937). El crecimiento de la CNT en el valle del río Jalón culminó en diciembre de 1933, cuando Remiro participó en la insurrección anarquista. En los meses posteriores a la represión de la insurrección, Remiro rechazó una oferta de la Falange Española de las JONS para dirigir su sección provincial en Zaragoza. Al año siguiente, supervisó la construcción de un centro social en Épila.

## Guerra civil española
En julio de 1936, mientras trabajaba en la recogida de la cosecha en Used, un golpe militar arrasó el país. Regresó inmediatamente a su ciudad natal, donde organizó la resistencia popular al golpe. El 21 de julio, la milicia ad hoc de Remiro repelió un ataque de la Falange, matando a muchos de los atacantes. El 26 de julio, las fuerzas del bando sublevado dirigieron una expedición punitiva contra la ciudad y dispersaron a su milicia. Los nacionalistas posteriormente mataron a 89 aldeanos y demolieron la casa de Remiro, pero perdonaron a su familia.
Huyó al otro lado del Ebro, llegando hasta Tardienta y uniéndose posteriormente a la columna Durruti. Dirigió el grupo guerrillero de la columna, La Noche, que realizó incursiones tras las líneas enemigas y rescató a antifascistas atrapados. En septiembre de 1936 participó en la toma de Fuendetodos. Posteriormente se unió al grupo guerrillero Los Iguales, que se dirigió a la orilla sur del Ebro y se integró en la Columna Carod-Ferrer. Dentro de este grupo, hizo volar una vía férrea en La Puebla de Albortón y realizó espionaje tras las líneas enemigas, disfrazado de falangista.
En el verano de 1937, pasó de la guerra de guerrillas a la guerra convencional, participando en la batalla de Belchite y la batalla de Teruel. Luego se unió a la 62.ª Brigada Mixta de la 31.ª División en marzo de 1938, su unidad intentó resistir la ofensiva de Aragón, durante la cual fue derrotada en Cedrillas. En el verano de ese año dirigió un batallón de ametralladoras en la batalla del Segre y resultó herido en la Seo de Urgel. Luego se retiró a Francia antes de la ofensiva de Cataluña a principios de 1939.

## Segunda Guerra Mundial
Tras cruzar la frontera franco-española, fue internado en el campo de concentración de Argelès-sur-Mer. Allí se unió a un grupo liderado por Francisco Ponzán, que se dedicó a ayudar a los refugiados a escapar de España. En septiembre de 1939, volvió a entrar en España y ayudó a cinco miembros de la CNT a escapar a través de la frontera hacia Perpiñán. Tras la batalla de Francia, en marzo de 1940, aceptó colaborar con los Aliados en la guerra contra la Alemania nazi. En contacto con los Servicios Secretos de Inteligencia británicos (MI6), su objetivo era rescatar a refugiados judíos y oficiales aliados, y ayudarlos a escapar a Gibraltar o Portugal. Durante los meses siguientes, distribuyó panfletos por toda la España franquista pidiendo al país que adoptara una postura de neutralidad. También ayudó al político socialista francés André Blumel escapar a Andorra, llevándole incluso por partes donde se desarrollaba activamente la guerra.
En enero de 1941, fue destinado a transportar correo para las misiones diplomáticas británicas en España. El consulado británico en Barcelona le entregó documentos para entregar en su embajada en Madrid, que a su vez le entregó dinero en efectivo para entregar en la embajada británica en Lisboa. El 23 de enero cruzó la frontera entre España y Portugal desde Galicia, pero fue rápidamente arrestado por la Policía Internacional y de Defensa del Estado (PIDE) y detenido en Oporto, a pesar de haber informado a sus captores de su número de agente del MI6. El 26 de enero de 1941 la PIDE lo entregó a las autoridades franquistas.

## Detención y muerte
Fue llevado a Madrid y encarcelado en la Cárcel de Porlier, donde durante cuatro meses fue interrogado y torturado para obtener información sobre sus compañeros. Pudo escribir cartas a sus amigos y familiares, en las que expresaba un sentimiento de abandono y traición, diciéndoles que no confiaran en los británicos. También pidió ayuda a un sacerdote que había salvado en Cervera y a su antiguo patrón en Used, pero todas las garantías que recibió «desaparecieron de su expediente». El 27 de abril de 1942, un tribunal militar lo condenó a la pena de muerte.
El 21 de junio de 1942, intentó escapar de su prisión, pero una patrulla policial lo atrapó cuando salía a la calle y le disparó. Logró escapar a una casa cercana, donde luego intentó suicidarse saltando desde una ventana del cuarto piso. La policía lo encontró gravemente herido y le disparó en la cabeza. Nueve días después, el 30 de junio, el tribunal militar conmutó su sentencia. Al descubrir que ya había sido muerto, suspendió la conmutación.

## Lectura adicional
- Kelsey, Graham (1991). Anarchosyndicalism, libertarian communism and the state: the CNT in Zaragoza and Aragón, 1930-1937. Kluwer Academic. ISBN 9780792302759. OCLC 19723500.
- Téllez, Antonio (1997) [1996]. The anarchist pimpernel: Francisco Ponzán Vidal (1936-1944) (Stuart Christie, trad.). Barcelona: Meltzer Press. ISBN 9781901172041. OCLC 50843073.
- Téllez, Antonio (2006). Agustín Remiro: de la guerrilla confederal a los servicios secretos británicos. Zaragoza: Diputación Provincial de Zaragoza. OCLC 803080586.